# Olomoucký jazykový ostrov
Olomoucký jazykový ostrov (německy Olmützer Sprachinsel) bylo území v Olomouci a okolí, obývané většinově německým obyvatelstvem. Češi na tomto území tvořili významnou menšinu. Olomoucký jazykový ostrov zanikl v souvislosti s odsunem Němců.

## Historie
Německý jazykový ostrov u Olomouce byl koncem 19. století tvořen Olomoucí (Olmütz) a obcemi Neředín (Neretein), Nová Ulice (Neugasse), Povel (Powel), Nové Sady (Neustift), Nový Svět (Salzergut), Nemilany (Nimlau), Kyselov (Giesshübel), Slavonín (Schnobolin), Hněvotín (Nebotein), Nedvězí (Nedweiss) a Pavlovičky (Paulowitz).
Samospráva Olomouce byla v té době německá a místní Němci se obávali počeštění města, tak jako se tomu stalo v jiných městech (např. Prostějov, Litovel, Jevíčko). Proto se snažili bránit rozvoji českého školství a českých institucí ve městě a obávali se přílivu českého obyvatelstva z venkova. Přesto podíl českého obyvatelstva rostl. Po vzniku Československa v roce 1918 bylo německé vedení města Olomouce v čele se starostou Brandhuberem nuceno rezignovat a byla ustanovena správní komise, v níž tvořili Němci menšinu. Ta prosadila připojení okolních obcí k městu (1919), čímž se Olomouc počeštila a podíl německého obyvatelstva klesl zhruba na čtvrtinu. Správa Olomouce se tak dostala do českých rukou, ale Němci v ní měli také své zastoupení a podle tehdejšího jazykového práva měli navíc možnost komunikovat s městským úřadem německy, protože v okrese Olomouc-město tvořili více než 20% menšinu. Podíl německého obyvatelstva v Olomouci a okolí klesal přistěhovalectvím, nižší porodností u Němců a změnou národnosti u národnostně nevyhraněného obyvatelstva. V době první republiky se podíl obou národností stabilizoval.
Olomoucký jazykový ostrov zanikl v roce 1946 po nuceném organizovaném vysídlení německého obyvatelstva. Vysídlení Němci z Olomouce a okolí si založili spolek Heimatverband Olmütz und Mittelmähren a začali vydávat časopis Olmützer Blätter. Patronát na vysídlenými Němci z Olomouce převzalo město Nördlingen.